# 애저 파슨스
애저 파슨스(Azure Parsons, 1984년 10월 5일 ~ )는 미국의 배우, 텔레비전 배우, 영화배우이다.
뉴올리언스에서 태어났다.

## 방송
- 애스트로넛 와이브즈 클럽
- 세일럼 시즌1

## 영화
- 애스트로넛 와이브즈 클럽 (2015년)
- 다크 플레이스 (2015년)
- 투건스 (2013년) - 매기 역
- 사무엘 블리크 (2011년) - 마고 역
- 로커스트 (2005년)
- 더 영 앤 더 레스트리스 (1973년)